# Колаковичи (община Соколац)
Колаковичи (на сръбски: Колаковићи) е село в Босна и Херцеговина, разположено в община Соколац, в ентитета на Република Сръбска. Населението му според преброяването през 2013 г. е 18 души, от тях: 15 (83,33 %) бошняци, 3 (16,66 %) сърби. До 1992 г. е в състава на община Олово.

## Население
Численост на населението според преброяванията през годините:
- 1961 – 206 души
- 1971 – 261 души
- 1981 – 250 души
- 1991 – 271 души
- 2013 – 18 души